# Saint Luke
Saint Luke is een van de kleinste parishes van de eilandstaat Dominica. Het ligt ongeveer 4 km ten zuiden van de hoofdstad Roseau. Pointe Michel is het enige dorp in de parish.

## Champagne Beach
Champagne Beach is een strand ten noorden van Pointe Michel. Het strand wordt bezocht door duikers en snorkelaars vanwege de koraalriffen en variëteit aan vissoorten. Hydrothermale bronnen veroorzaken bubbels in het water die lijken op champagnebubbels. Het water is tegen betaling toegankelijk.

## Galerij

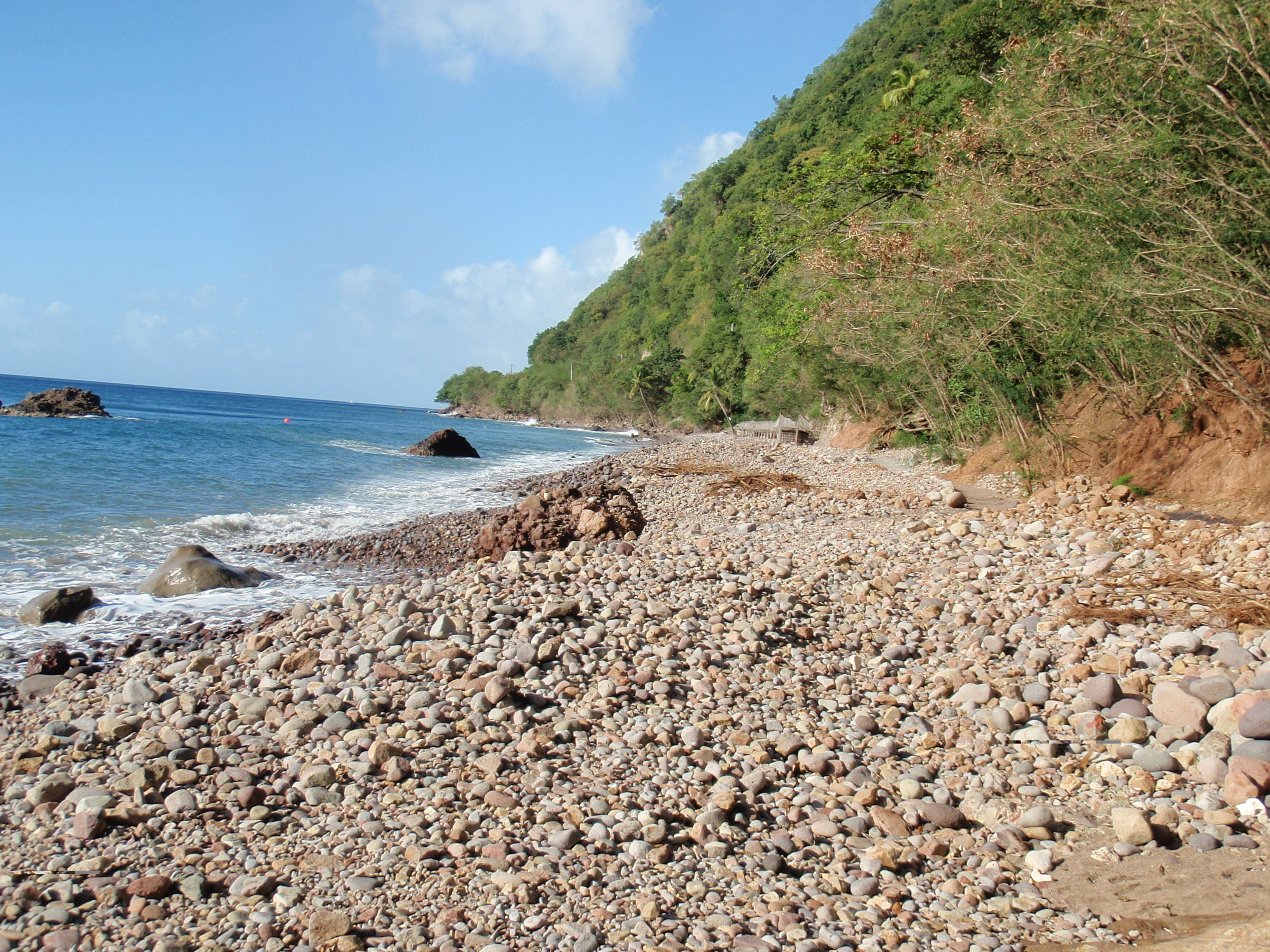
Champagne Beach
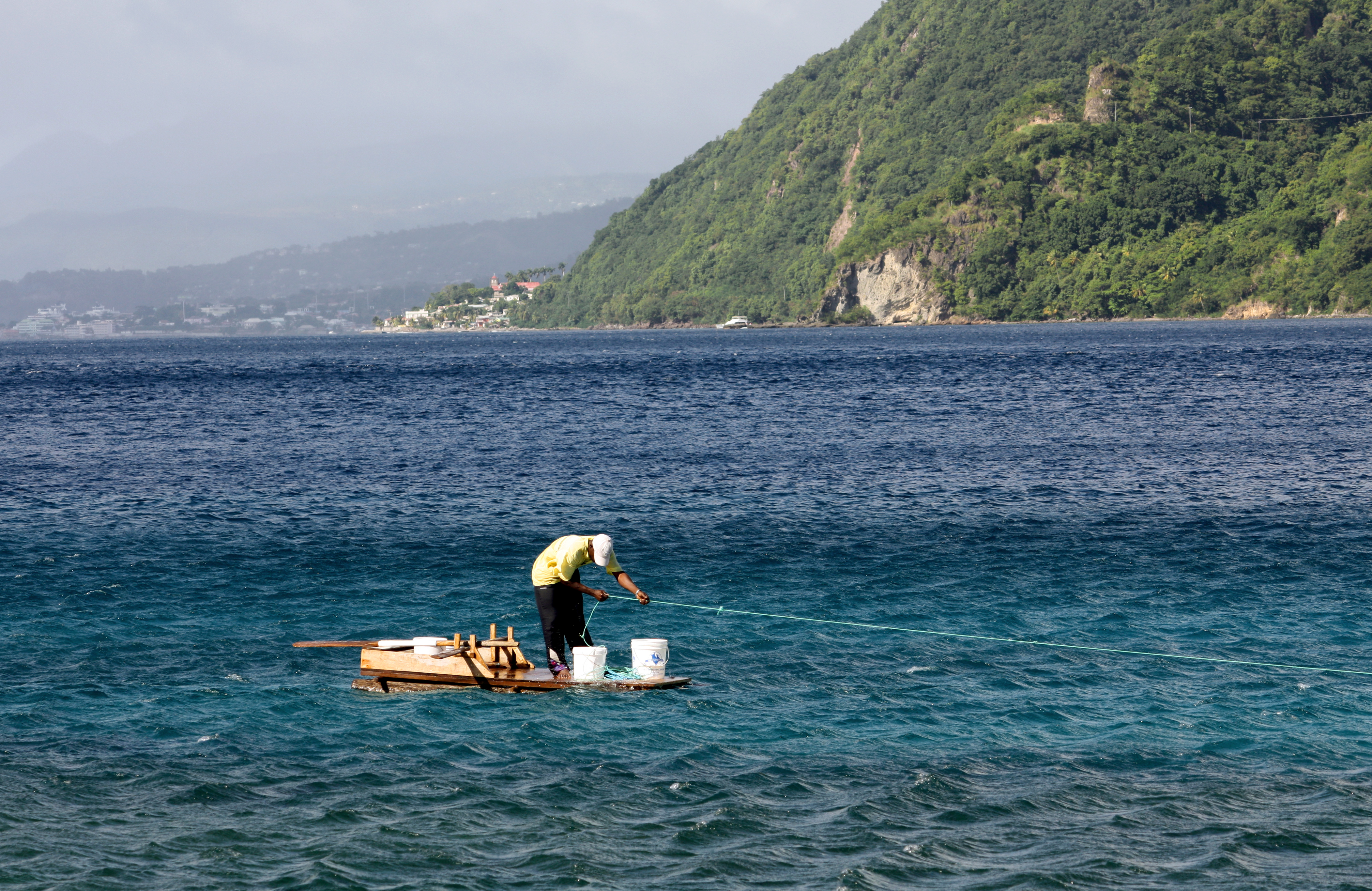
Visser in de baai

- MusicBrainz: 2e34bd25-ec31-449b-9cbd-f29170e6ba8b

Saint Andrew · Saint David · Saint George · Saint John · Saint Joseph · Saint Luke · Saint Mark · Saint Patrick · Saint Paul · Saint Peter